# Erebia seliza
Erebia seliza är en fjärilsart som beskrevs av Hans Fruhstorfer 1917. Erebia seliza ingår i släktet Erebia och familjen praktfjärilar. Inga underarter finns listade i Catalogue of Life.